# Felix Rosenqvist

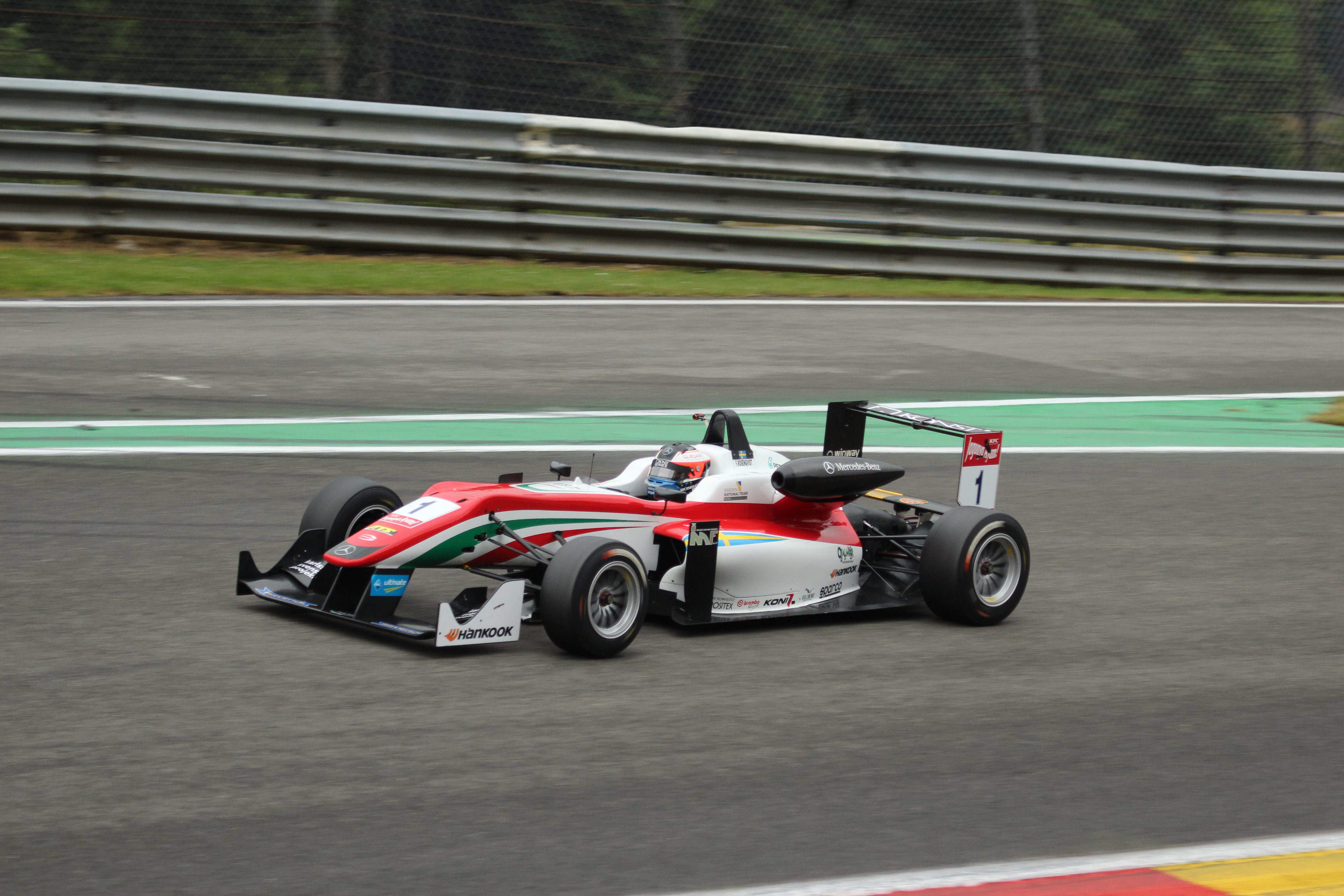
Felix en la Fórmula 3 Europea de 2015.

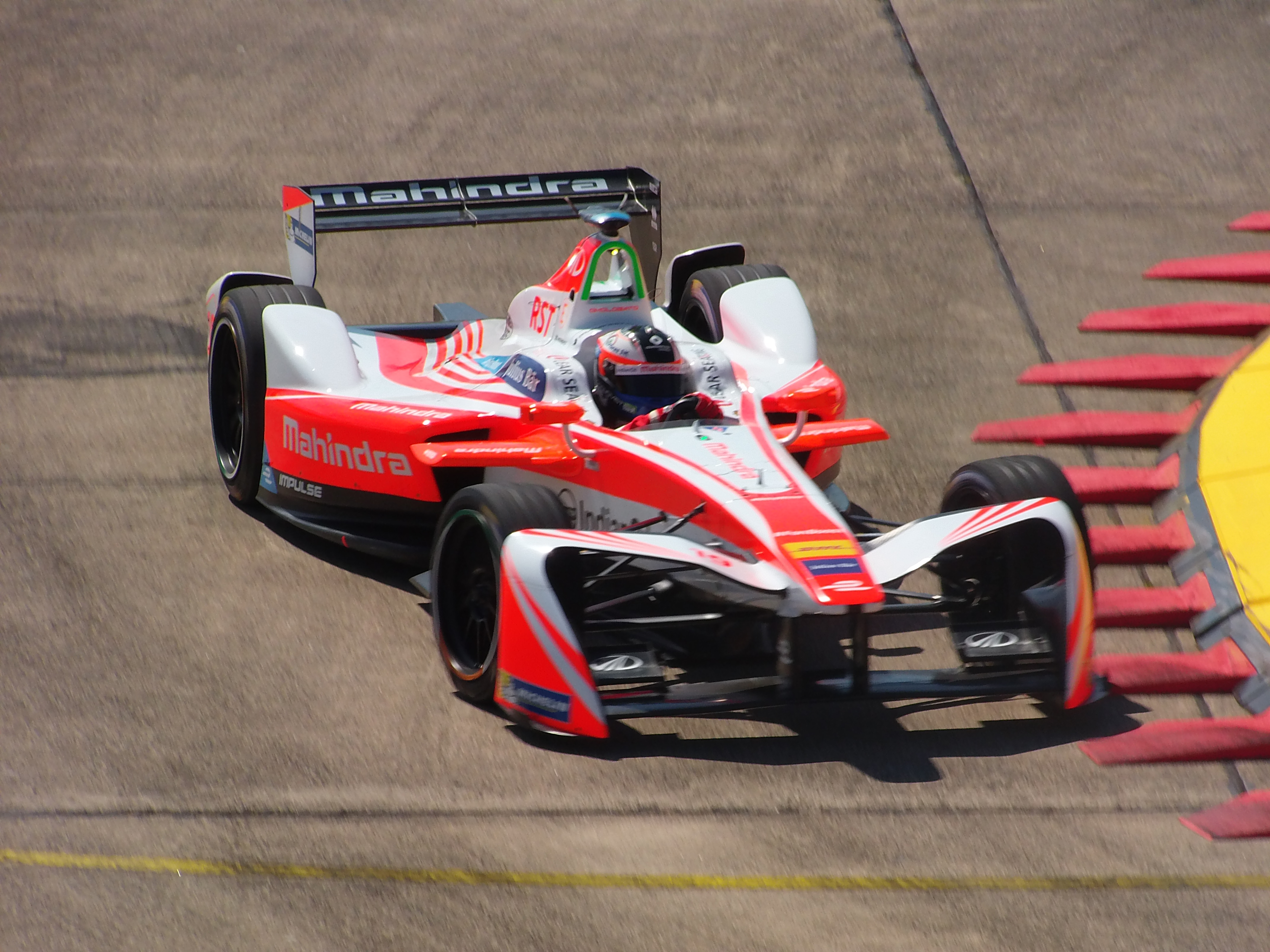
Felix Rosenqvist en el Berlín ePrix de 2017.

Karl Felix Helmer Rosenqvist (Värnamo, Suecia; 7 de noviembre de 1991), más conocido como Felix Rosenqvist, es un piloto de automovilismo sueco. Ha desarrollado la mayor parte de su carrera en monoplazas en Europa, donde ganó tres campeonatos de Fórmula Renault 2.0, el Campeonato Europeo de Fórmula 3 de la FIA, dos veces el Gran Premio de Macao, y resultó tercero en la Fórmula E y Super Fórmula Japonesa en 2017. En 2019 y 2020 compitió en IndyCar Series con Chip Ganassi Racing, dónde firmó con el equipo Arrow McLaren hasta 2023. En 2024 compite con Meyer Shank Racing. Fue cuarto en las 500 Millas de Indianápolis de 2023 y 2025.

## Carrera deportiva

### Inicios en el automovilismo
Después de iniciarse en el karting, donde salió segundo en el campeonato nórdico en 2005, Rosenqvist pasó por las fórmulas promocionales, ganando el campeonato de Fórmula Renault 2.0 Asia en 2008 y de Fórmula Renault 2.0 Sueca en 2009. En 2010 fue quinto en Fórmula 3 Alemana con 2 victorias y 8 podios.
Para 2011, ascendió de Fórmula 3 Euroseries con el equipo Mucke Motorsport, donde logró su primera victoria y terminó quinto en el campeonato. En 2012 terminó cuarto en este campeonato y tercero en Fórmula 3 Europea. En 2013 triunfó en 10 ocasiones para salir subcampeón en F3 Europea, por detrás de Raffaele Marciello.
En su cuarto año con Mücke, el sueco perdió rendimiento, solo logrando dos podios, y terminó octavo. En 2015 pasó al equipo italiano Prema, donde se consagró campeón de Fórmula 3 Europea con 13 victorias.
Además, ganó el Masters de Fórmula 3 de Zandvoort en 2011 y 2013, así como el Gran Premio de Macao en 2014 y 2015.

### Monoplazas y automóviles deportivos (2016-2018)
En 2016, Rosenqvist pasó a competir en Indy Lights para Belardi Auto Racing, aunque lo hizo en forma parcial; ganó 3 carreras en 10 disputadas. También hizo una campaña en Blancpain GT Series Sprint Cup, compartiendo un Mercedes-AMG GT3 con Tristan Vautier, logrando una victoria y tres podios, de forma que concluyeron 11.º en el campeonato.
Además desarrolló un papel como piloto de reserva de Mercedes-Benz en Deutsche Tourenwagen Masters, hasta que fue promovido a piloto oficial reemplazando a Esteban Ocon, que se fue al equipo Manor Racing de Fórmula 1; el sueco logró 5 puntos de las 8 carreras que disputó.
En agosto de 2016, Mahindra fichó a Rosenqvist para competir en la temporada 2016-17 de Fórmula E, siendo compañero de Nick Heidfeld. Triunfó en Berlín en la carrera 1, y acumuló cinco podios en 12 carreras, resultando tercero en el campeonato. Continuó en el equipo indio para la temporada siguiente, conquistando dos victorias en Hong Kong y Marruecos.
Durante esos años también participó en algunos eventos de resistencia; en 2016 compitió las 24 Horas de Daytona en la clase LMPC para el equipo Starworks, en 2017 las 24 Horas de Le Mans para DragonSpeed con un Oreca de la clase LMP2 y en 2018 las 24 Horas de Daytona para Jackie Chan DCR Jota con un prototipo Oreca LMP2.
También en 2017, el sueco participó en Super Fórmula Japonesa con un monoplaza del equipo LeMans. Obtuvo tres podios y cinco top 5 en siete carreras, resultando tercero en el campeonato. Nuevamente en Japón, participó al año siguiente en Super GT con un Lexus del mismo equipo, acompañado de Kazuya Oshima. Logró un segundo puesto, un cuarto y un quinto.

### IndyCar Series
Rosenqvist volvió a Estados Unidos en 2019 para continuar su carrera en IndyCar Series, de la mano del equipo de Chip Ganassi. Debutó con un cuarto puesto en San Petersburgo, y logró su primera pole en el Gran Premio de Indianápolis. Después obtuvo dos segundos lugares, un cuarto y dos quintos, finalizando sexto en el campeonato general y consiguiendo el premio de Novato del Año, por un pequeño margen sobre Colton Herta.
En 2020, Rosenqvist ganó en la segunda fecha de Road America, siendo su primera victoria en la IndyCar. Sin embargo, no logró otro podio, obteniendo un quinto lugar, un sexto, un séptimo y un octavo. Concluyó 11° en el clasificador general.
Al año siguiente, el sueco pasó a pilotar para Arrow McLaren SP.  Tuvo un fuerte accidente en la primera carrera de Detroit cuando su acelerador se quedó atascado, golpeando fuertemente contra el muro. Habiéndose ausentado dos de las 16 carreras, Rosenqvist obtuvo un sexto lugar y un octavo, finalizando 21° en el campeonato.
Rosenqvist siguió con Arrow McLaren SP en la temporada 2022 de la IndyCar. Finalizó tercero en Toronto y cuarto en las 500 Millas de Indianápolis y Laguna Seca. Con diez top 10 en 17 carreras, se ubicó octavo en la tabla general.

## Resumen de carrera
| Temporada | Categoría                                 | Equipo                      | Carreras     | Victorias    | Poles        | VR           | Podios       | Puntos       | Pos.         |
| --------- | ----------------------------------------- | --------------------------- | ------------ | ------------ | ------------ | ------------ | ------------ | ------------ | ------------ |
| 2007      | Asian Formula Renault Challenge           | March3 Racing               | 14           | 1            | 1            | 1            | 6            | 193          | 4.º          |
| 2007      | Fórmula Renault 2.0 NEC                   | Trakstar Racing             | 2            | 0            | 0            | 0            | 0            | 0            | NC           |
| 2008      | Fórmula Renault 2.0 Asia                  | March3 Racing               | 13           | 10           | 8            | 5            | 12           | 215          | 1.º          |
| 2008      | Asian Formula Renault Challenge           | March3 Racing               | 2            | 2            | 0            | 1            | 2            | 60           | 8.º          |
| 2008      | Fórmula Renault Italiana                  | Prema Powerteam             | 2            | 0            | 0            | 0            | 0            | 0            | NC           |
| 2009      | Fórmula Renault 2.0 Sueca                 | BS Motorsport               | 14           | 6            | 6            | 3            | 13           | 115          | 1.º          |
| 2009      | Fórmula Renault 2.0 NEZ                   | BS Motorsport               | 10           | 3            | 2            | 1            | 9            | 193          | 1.º          |
| 2009      | Formula Palmer Audi                       | PalmerSport                 | 3            | 2            | 0            | 2            | 2            | 48           | 21.º         |
| 2010      | Campeonato de Alemania de Fórmula 3       | Performance Racing          | 18           | 2            | 1            | 0            | 8            | 83           | 5.º          |
| 2011      | Formula 3 Euro Series                     | Mücke Motorsport            | 27           | 1            | 0            | 5            | 10           | 219          | 5.º          |
| 2011      | Masters de Fórmula 3                      | Mücke Motorsport            | 1            | 1            | 0            | 1            | 1            | N/A          | 1.º          |
| 2011      | Gran Premio de Macao                      | Mücke Motorsport            | 1            | 0            | 0            | 0            | 0            | N/A          | DNF          |
| 2012      | Formula 3 Euro Series                     | Mücke Motorsport            | 24           | 4            | 3            | 3            | 9            | 212.5        | 4.º          |
| 2012      | Campeonato Europeo de Fórmula 3 de la FIA | Mücke Motorsport            | 20           | 4            | 3            | 3            | 7            | 192          | 3.º          |
| 2012      | Masters de Fórmula 3                      | Mücke Motorsport            | 1            | 0            | 0            | 0            | 0            | N/A          | 9.º          |
| 2012      | Gran Premio de Macao                      | Mücke Motorsport            | 1            | 0            | 0            | 0            | 1            | N/A          | 2.º          |
| 2013      | Campeonato Europeo de Fórmula 3 de la FIA | Mücke Motorsport            | 30           | 10           | 4            | 10           | 18           | 457          | 2.º          |
| 2013      | Masters de Fórmula 3                      | Mücke Motorsport            | 1            | 1            | 1            | 1            | 1            | N/A          | 1.º          |
| 2013      | Gran Premio de Macao                      | Mücke Motorsport            | 1            | 0            | 0            | 0            | 0            | N/A          | DNF          |
| 2014      | Campeonato Europeo de Fórmula 3 de la FIA | Mücke Motorsport            | 33           | 1            | 1            | 3            | 2            | 198          | 8.º          |
| 2014      | Gran Premio de Macao                      | Mücke Motorsport            | 1            | 1            | 1            | 0            | 1            | N/A          | 1.º          |
| 2015      | Campeonato Europeo de Fórmula 3 de la FIA | Prema Powerteam             | 33           | 13           | 16           | 13           | 24           | 518          | 1.º          |
| 2015      | Gran Premio de Macao                      | Prema Powerteam             | 1            | 1            | 1            | 1            | 1            | N/A          | 1.º          |
| 2016      | Indy Lights                               | Belardi Auto Racing         | 10           | 3            | 3            | 3            | 3            | 185          | 12.º         |
| 2016      | Blancpain GT Series Sprint Cup            | AKKA ASP                    | 10           | 1            | 1            | 1            | 3            | 51           | 7.º          |
| 2016      | Blancpain GT Series Endurance Cup         | AKKA ASP                    | 1            | 0            | 0            | 0            | 1            | 18           | 23.º         |
| 2016      | Intercontinental GT Challenge             | AMG - Team AKKA ASP         | 1            | 1            | 0            | 0            | 1            | 25           | 7.º          |
| 2016      | ADAC GT Masters                           | AMG - Team Zakspeed         | 2            | 0            | 0            | 0            | 0            | 13           | 37.º         |
| 2016      | Deutsche Tourenwagen Masters              | Mercedes-Benz DTM Team ART  | 8            | 0            | 0            | 0            | 0            | 5            | 25.º         |
| 2016      | Gran Premio de Macao                      | Prema Powerteam             | 1            | 0            | 0            | 1            | 1            | N/A          | 2.º          |
| 2016-17   | Formula E                                 | Mahindra Racing             | 12           | 1            | 3            | 2            | 5            | 127          | 3.º          |
| 2017      | Campeonato de Super Fórmula Japonesa      | Team LeMans SUNOCO          | 7            | 0            | 0            | 2            | 3            | 28.5         | 3.º          |
| 2017      | Copa de Porsche Carrera Escandinavia      | Mtech Competition           | 4            | 3            | 4            | 3            | 3            | 0            | NC†          |
| 2017      | 24 Horas de Le Mans LMP2                  | DragonSpeed – 10 Star       | 1            | 0            | 0            | 0            | 0            | N/A          | 12.º         |
| 2017      | Copa Mundial de GT de la FIA              | Scuderia Corsa              | 0            | 0            | 0            | 0            | 0            | N/A          | DNS          |
| 2017-18   | Fórmula E                                 | Mahindra Racing             | 12           | 2            | 3            | 1            | 2            | 96           | 6.º          |
| 2018      | Super GT Japonés                          | Lexus Team LeMans Wako's    | 7            | 0            | 0            | 0            | 1            | 41           | 10.º         |
| 2018      | WeatherTech SportsCar Championship        | Jackie Chan DCR JOTA        | 1            | 0            | 0            | 0            | 0            | 20           | 55.º         |
| 2018      | Blancpain GT Series Endurance Cup         | Ram Racing                  | 1            | 0            | 0            | 0            | 0            | 0            | NC           |
| 2018      | Blancpain GT Series Endurance Cup Pro-Am  | Ram Racing                  | 1            | 0            | 1            | 0            | 0            | 5            | 24.º         |
| 2018      | Supercopa Porsche                         | Dr. Ing h. c. F. Porsche AG | 1            | 0            | 0            | 0            | 0            | 0            | NC†          |
| 2018-19   | Fórmula E                                 | Mahindra Racing             | 1            | 0            | 0            | 0            | 0            | 0            | NC           |
| 2019      | IndyCar Series                            | Chip Ganassi Racing         | 17           | 0            | 1            | 0            | 2            | 425          | 6.º          |
| 2020      | IndyCar Series                            | Chip Ganassi Racing         | 14           | 1            | 0            | 2            | 1            | 306          | 11.º         |
| 2021      | IndyCar Series                            | Arrow McLaren SP            | 14           | 0            | 0            | 0            | 0            | 205          | 21.º         |
| 2022      | IndyCar Series                            | Arrow McLaren SP            | 17           | 0            | 2            | 0            | 1            | 393          | 8.º          |
| 2023      | IndyCar Series                            | Arrow McLaren               | 17           | 0            | 2            | 1            | 1            | 324          | 12.º         |
| 2024      | IndyCar Series                            | Meyer Shank Racing          | 18           | 0            | 1            | 0            | 1            | 306          | 12.º         |
| 2025      | IndyCar Series                            | Meyer Shank Racing          | Disputándose | Disputándose | Disputándose | Disputándose | Disputándose | Disputándose | Disputándose |
| Fuente:   |                                           |                             |              |              |              |              |              |              |              |

- † Rosenqvist era piloto invitado, por lo que no sumó puntos.

## Resultados

### Fórmula 3 Euroseries
(Clave) (negrita indica pole position) (cursiva indica vuelta rápida)

| Año     | Escudería        | Motor    | 1       | 2       | 3         | 4       | 5       | 6         | 7       | 8         | 9        | 10        | 11       | 12        | 13        | 14      | 15        | 16      | 17      | 18      | 19       | 20      | 21        | 22      | 23      | 24      | 25      | 26      | 27        | Pos. | Puntos |
| ------- | ---------------- | -------- | ------- | ------- | --------- | ------- | ------- | --------- | ------- | --------- | -------- | --------- | -------- | --------- | --------- | ------- | --------- | ------- | ------- | ------- | -------- | ------- | --------- | ------- | ------- | ------- | ------- | ------- | --------- | ---- | ------ |
| 2011    | Mücke Motorsport | Mercedes | LEC 1 2 | LEC 2 4 | LEC 3 Ret | HOC 1 5 | HOC 2 5 | HOC 3     | ZAN 1 2 | ZAN 2 3   | ZAN 3 2  | RBR 1 Ret | RBR 2 10 | RBR 3 Ret | NOR 1 DSQ | NOR 2 5 | NOR 3 5   | NÜR 1 3 | NÜR 2   | NÜR 3 4 | SIL 1 4  | SIL 2 7 | SIL 3 Ret | VAL 1 2 | VAL 2 6 | VAL 3 4 | HOC 1 2 | HOC 2 1 | HOC 3 Ret | 5.º  | 219    |
| 2012    | Mücke Motorsport | Mercedes | HOC 1 3 | HOC 2 3 | HOC 3     | BRH 1 7 | BRH 2 5 | BRH 3 Ret | RBR 1 9 | RBR 2 Ret | RBR 3 11 | NOR 1 6   | NOR 2 4  | NOR 3 14  | NÜR 1 4   | NÜR 2 3 | NÜR 2 Ret | ZAN 1   | ZAN 2 6 | ZAN 3 4 | VAL 1 13 | VAL 2 8 | VAL 3 1   | HOC 1   | HOC 2 9 | HOC 3 1 |         |         |           | 4.º  | 212.5  |
| Fuente: |                  |          |         |         |           |         |         |           |         |           |          |           |          |           |           |         |           |         |         |         |          |         |           |         |         |         |         |         |           |      |        |

### Campeonato Europeo de Fórmula 3 de la FIA
(Clave) (negrita indica pole position) (cursiva indica vuelta rápida)

| Año     | Escudería        | Motor    | 1         | 2        | 3        | 4       | 5       | 6         | 7        | 8         | 9       | 10       | 11      | 12        | 13      | 14        | 15      | 16      | 17       | 18       | 19      | 20      | 21      | 22      | 23        | 24        | 25       | 26      | 27        | 28      | 29      | 30        | 31      | 32      | 33      | Pos. | Puntos |
| ------- | ---------------- | -------- | --------- | -------- | -------- | ------- | ------- | --------- | -------- | --------- | ------- | -------- | ------- | --------- | ------- | --------- | ------- | ------- | -------- | -------- | ------- | ------- | ------- | ------- | --------- | --------- | -------- | ------- | --------- | ------- | ------- | --------- | ------- | ------- | ------- | ---- | ------ |
| 2012    | Mücke Motorsport | Mercedes | HOC 1 3   | HOC 2 3  | PAU 1 4  | PAU 2 6 | BRH 1 7 | BRH 2 Ret | RBR 1 9  | RBR 2 11  | NOR 1 6 | NOR 2 14 | SPA 1 9 | SPA 2 Ret | NÜR 1 4 | NÜR 2 Ret | ZAN 1   | ZAN 2 4 | VAL 1 13 | VAL 2 1  | HOC 1   | HOC 2 1 |         |         |           |           |          |         |           |         |         |           |         |         |         | 3.º  | 192    |
| 2013    | Mücke Motorsport | Mercedes | MNZ 1 Ret | MNZ 2 4  | MNZ 3 11 | SIL 1 3 | SIL 2 1 | SIL 3 2   | HOC 1 8  | HOC 2 10  | HOC 3 1 | BRH 1 4  | BRH 2 5 | BRH 3     | RBR 1   | RBR 2 1   | RBR 3 1 | NOR 1 2 | NOR 2    | NOR 3 1  | NÜR 1 3 | NÜR 2 9 | NÜR 3 5 | ZAN 1 2 | ZAN 2 1   | ZAN 3 1   | VAL 1 10 | VAL 2 9 | VAL 3 6   | HOC 1   | HOC 2 1 | HOC 3 2   |         |         |         | 2.º  | 457    |
| 2014    | Mücke Motorsport | Mercedes | SIL 1 9   | SIL 2 14 | SIL 3 7  | HOC 1 5 | HOC 2 7 | HOC 3 Ret | PAU 1 14 | PAU 2 Ret | PAU 3 1 | HUN 1 3  | HUN 2 4 | HUN 3 17  | SPA 1 7 | SPA 2 4   | SPA 3 9 | NOR 1 6 | NOR 2 6  | NOR 3 11 | MSC 1 8 | MSC 2 7 | MSC 3 5 | RBR 1 4 | RBR 2 Ret | RBR 3 Ret | NÜR 1 8  | NÜR 2 7 | NÜR 3 Ret | IMO 1 4 | IMO 2 9 | IMO 3 Ret | HOC 1 5 | HOC 2 6 | HOC 3 4 | 8.º  | 198    |
| 2015    | Prema Powerteam  | Mercedes | SIL 1     | SIL 2 7  | SIL 3 12 | HOC 1 2 | HOC 2 1 | HOC 3 2   | PAU 1 14 | PAU 2 5   | PAU 3 6 | MNZ 1    | MNZ 2 1 | MNZ 3 1   | SPA 1 2 | SPA 2 Ret | SPA 3 5 | NOR 1 3 | NOR 2 17 | NOR 3 13 | ZAN 1 2 | ZAN 2 1 | ZAN 3   | RBR 1 2 | RBR 2 1   | RBR 3 2   | ALG 1 3  | ALG 2 1 | ALG 3 1   | NÜR 1   | NÜR 2 1 | NÜR 3 1   | HOC 1 3 | HOC 2 3 | HOC 3 1 | 1.º  | 518    |
| Fuente: |                  |          |           |          |          |         |         |           |          |           |         |          |         |           |         |           |         |         |          |          |         |         |         |         |           |           |          |         |           |         |         |           |         |         |         |      |        |

### Indy Lights
(Clave) (negrita indica pole position) (cursiva indica vuelta rápida)

| Año     | Escudería           | 1     | 2     | 3      | 4      | 5     | 6     | 7     | 8      | 9   | 10  | 11  | 12    | 13    | 14  | 15  | 16  | 17  | 18  | Pos. | Puntos |
| ------- | ------------------- | ----- | ----- | ------ | ------ | ----- | ----- | ----- | ------ | --- | --- | --- | ----- | ----- | --- | --- | --- | --- | --- | ---- | ------ |
| 2016    | Belardi Auto Racing | STP 7 | STP 1 | PHX 15 | ALA 14 | ALA 8 | IMS 4 | IMS 6 | INDY 9 | RDA | RDA | IOW | TOR 1 | TOR 1 | MOH | MOH | WGL | LAG | LAG | 12.º | 185    |
| Fuente: |                     |       |       |        |        |       |       |       |        |     |     |     |       |       |     |     |     |     |     |      |        |

### Deutsche Tourenwagen Masters
(Clave) (negrita indica pole position) (cursiva indica vuelta rápida)

| Año     | Escudería                  | Automóvil            | 1     | 2     | 3     | 4     | 5     | 6     | 7     | 8     | 9     | 10    | 11       | 12       | 13       | 14       | 15      | 16       | 17        | 18        | Pos. | Puntos |
| ------- | -------------------------- | -------------------- | ----- | ----- | ----- | ----- | ----- | ----- | ----- | ----- | ----- | ----- | -------- | -------- | -------- | -------- | ------- | -------- | --------- | --------- | ---- | ------ |
| 2016    | Mercedes-Benz DTM Team ART | Mercedes-AMG C63 DTM | HOC 1 | HOC 2 | SPL 1 | SPL 2 | LAU 1 | LAU 2 | NOR 1 | NOR 2 | ZAN 1 | ZAN 2 | MSC 1 10 | MSC 2 20 | NÜR 1 12 | NÜR 2 18 | HUN 1 8 | HUN 2 11 | HOC 1 Ret | HOC 2 Ret | 25.º | 5      |
| Fuente: |                            |                      |       |       |       |       |       |       |       |       |       |       |          |          |          |          |         |          |           |           |      |        |

### Fórmula E
(Clave) (negrita indica pole position) (cursiva indica vuelta rápida)

| Año     | Escudería       | 1       | 2     | 3      | 4       | 5       | 6     | 7       | 8     | 9      | 10     | 11     | 12    | 13  | Pos. | Puntos |
| ------- | --------------- | ------- | ----- | ------ | ------- | ------- | ----- | ------- | ----- | ------ | ------ | ------ | ----- | --- | ---- | ------ |
| 2016-17 | Mahindra Racing | HKG 15  | MAR 3 | BUE 18 | MEX 16† | MON 6   | PAR 4 | BER 1   | BER 2 | NYC 15 | NYC 2  | MTR 9  | MTR 2 |     | 3.º  | 127    |
| 2017-18 | Mahindra Racing | HKG 14  | HKG 1 | MAR 1  | SAN 4   | MEX Ret | PDE 5 | ROM Ret | PAR 8 | BER 11 | ZUR 15 | NYC 14 | NYC 5 |     | 6.º  | 96     |
| 2018-19 | Mahindra Racing | ALD Ret | MAR   | SAN    | MEX     | HKG     | SNY   | ROM     | PAR   | MON    | BER    | BRN    | NYC   | NYC | NC   | 0      |
| Fuente: |                 |         |       |        |         |         |       |         |       |        |        |        |       |     |      |        |

### Campeonato de Super Fórmula Japonesa
(Clave) (negrita indica pole position) (cursiva indica vuelta rápida)

| Año     | Escudería          | 1      | 2      | 3     | 4     | 5     | 6     | 7     | 8     | 9     | Pos. | Puntos |
| ------- | ------------------ | ------ | ------ | ----- | ----- | ----- | ----- | ----- | ----- | ----- | ---- | ------ |
| 2017    | SUNOCO Team LeMans | SUZ 11 | OKA 12 | OKA 4 | FUJ 2 | MOT 3 | AUT 2 | SUG 5 | SUZ C | SUZ C | 3.º  | 28.5   |
| Fuente: |                    |        |        |       |       |       |       |       |       |       |      |        |

### 24 Horas de Le Mans
| Año     | Equipo                | Copilotos                | Automóvil       | Clase | Vueltas | Pos. | Pos. Clase |
| ------- | --------------------- | ------------------------ | --------------- | ----- | ------- | ---- | ---------- |
| 2017    | Dragonspeed – 10 Star | Henrik Hedman Ben Hanley | Oreca 07-Gibson | LMP2  | 343     | 14.º | 12.º       |
| Fuente: |                       |                          |                 |       |         |      |            |

### Super GT Japonés
(Clave) (negrita indica pole position) (cursiva indica vuelta rápida)

| Año     | Escudería                | Automóvil    | Clase | 1     | 2     | 3   | 4     | 5     | 6      | 7     | 8     | Pos. | Puntos |
| ------- | ------------------------ | ------------ | ----- | ----- | ----- | --- | ----- | ----- | ------ | ----- | ----- | ---- | ------ |
| 2018    | Lexus Team LeMans Wako's | Lexus LC 500 | GT500 | OKA 4 | FUJ 5 | SUZ | CHA 2 | FUJ 7 | SUG 11 | AUT 9 | MOT 6 | 10.º | 41     |
| Fuente: |                          |              |       |       |       |     |       |       |        |       |       |      |        |

### IndyCar Series
(Clave) (negrita indica pole position) (cursiva indica vuelta rápida)

| Año   | Escudería           | Motor     | 1      | 2      | 3      | 4      | 5      | 6       | 7       | 8       | 9      | 10     | 11     | 12     | 13     | 14     | 15     | 16     | 17     | 18     | Pos. | Puntos |
| ----- | ------------------- | --------- | ------ | ------ | ------ | ------ | ------ | ------- | ------- | ------- | ------ | ------ | ------ | ------ | ------ | ------ | ------ | ------ | ------ | ------ | ---- | ------ |
| 2019  | Chip Ganassi Racing | Honda     | STP 4  | COA 23 | ALA 10 | LBH 10 | IMS 8  | INDY 28 | DET 4   | DET 16  | TXS 12 | ROA 6  | TOR 5  | IOW 14 | MDO 2  | POC 22 | GTW 11 | POR 2  | LAG 5  |        | 6.º  | 425    |
| 2020  | Chip Ganassi Racing | Honda     | TXS 20 | IMS 15 | ROA 18 | ROA 1  | IOW 14 | IOW 15  | INDY 12 | GTW 8   | GTW 7  | MDO 6  | MDO 22 | IMS 5  | IMS 11 | STP 18 |        |        |        |        | 11.º | 306    |
| 2021  | Arrow McLaren SP    | Chevrolet | ALA 21 | STP 12 | TXS 13 | TXS 16 | IMS 17 | INDY 27 | DET 25  | DET INJ | ROA    | MDO 23 | NSH 8  | IMS 13 | GTW 16 | POR 6  | LAG 19 | LBH 13 |        |        | 21.º | 205    |
| 2022  | Arrow McLaren SP    | Chevrolet | STP 17 | TXS 21 | LBH 11 | ALA 16 | IMS 6  | INDY 4  | DET 10  | ROA 6   | MDO 27 | TOR 3  | IOW 26 | IOW 7  | IMS 9  | NSH 7  | GTW 16 | POR 10 | LAG 4  |        | 8.º  | 393    |
| 2023  | Arrow McLaren       | Chevrolet | STP 19 | TXS 26 | LBH 7  | ALA 9  | IMS 5  | INDY 28 | DET 3   | ROA 20  | MDO 25 | TOR 10 | IOW 13 | IOW 4  | NSH 22 | IMS 27 | GAT 8  | POR 2  | LAG 19 |        | 12.º | 324    |
| 2024  | Meyer Shank Racing  | Honda     | STP 5  | THE 3  | LBH 9  | ALA 4  | IGP 10 | INDY 27 | DET 8   | ROA 14  | LAG 11 | MDO 14 | IOW 13 | IOW 26 | TOR 23 | GAT 6  | POR 14 | MIL 13 | MIL 11 | NSH 27 | 12.º | 306    |
| 2025* | Meyer Shank Racing  | Honda     | STP 7  | THE 5  | LBH 4  | ALA 13 | IGP 10 | INDY 4  | DET 21  | GAT 16  | ROA 2  | MDO 6  | IOW 17 | IOW 7  | TOR 19 | LAG 24 | POR 9  | MIL    | NSH    |        | 7.º  | 337    |

- * Temporada en progreso.